# 클라크 헌트
클라크 노벨 헌트(Clark Knobel Hunt, 1965년 2월 19일 ~ )는 미국의 기업인이자 스포츠 재벌로, 내셔널 풋볼 리그의 캔자스시티 치프스 회장이자 메이저 리그 사커의 창립 투자자로 2006년 콜럼버스 크루와 FC 댈러스를 상속받아 구단주가 되었다.

## 일생과 경력
1965년 미국 텍사스주 댈러스 출생으로 석유 거물이던 H.L. 헌트의 손자이자 라마 헌트의 아들로, 텍사스 세인트마크 학교를 졸업하고 남부 감리교 대학에 입학하였다.
골드만 삭스의 애널리스트로 사업을 시작해 미주리주 캔자스 출신의 타비아 샤클턴과 결혼하고 2006년 아버지 라마 헌트가 죽자 아버지가 소유하던 메이저 리그 사커의 콜럼버스 크루와 FC 댈러스를 상속받았고, 2007년 캔자스시티 치프스의 회장도 되었다.
2009년 8월 6일 아이슬란드의 스포츠 재벌 에게르트 마그누손으로부터 120만 파운드에 잉글랜드 프리미어리그의 웨스트 햄 유나이티드 FC를 인수했으나, 2010년 1월 19일 데이비드 설리번과 데이비드 골드에게 매각하였다.
2010년 2월 잉글랜드 풋볼 리그 챔피언십의 크리스탈 팰리스 FC를 인수하려 하기도 하였다.

## 같이 보기
- 콜럼버스 크루
- FC 댈러스
- 웨스트 햄 유나이티드 FC